# 닷핵 세계의 저편으로
닷핵 세계의 저편으로(ドット ハック セカイの向こうに, Dotto hakku: Sekai no mukou ni)는 일본에서 제작된 마츠야마 히로시 감독의 2012년 애니메이션, 액션, SF 영화이다. 후쿠이 유카리 등이 주연으로 출연하였다.

## 출연

### 주연
- 후쿠이 유카리
- 히야마 노부유키
- 카츠키 마사코

### 조연
- 마스타니 야스노리
- 마츠자카 토리
- 오가타 켄이치
- 사쿠라바 나나미
- 다나카 케이